# ديمون بروس
ديمون بروس (بالإنجليزية: Damon Bruce)‏ هو مقدم برامج إذاعية أمريكي، ولد في 25 مارس 1975.

## وصلات خارجية
- الموقع الرسمي